# Afrikanerparty
Die Afrikanerparty (AP, englisch Afrikaner Party; deutsch etwa: „Afrikaanerpartei“) war eine Partei in der Südafrikanischen Union. Von 1948 bis zu ihrer Auflösung 1951 war sie an der Regierung beteiligt. Sie koalierte dabei mit der Herenigde Nasionale Party, die für die sich zuspitzende Rassenpolitik verantwortlich war.

## Geschichte
1939 spaltete sich die von Jan Smuts geführte United Party (UP) unter dem Eindruck des beginnenden Zweiten Weltkriegs. Der Premierminister Barry Hertzog lehnte eine Kriegsteilnahme auf Seiten der Alliierten ab und bildete mit seinen Mitstreitern die Volksparty (etwa: „Volkspartei“). 1941 bildete der größere Teil der Volksparty mit der Gesuiwerde Nasionale Party von Daniel François Malan die Herenigde Nasionale Party (HNP), während der andere Teil unter dem früheren Finanzminister Nicolaas Christiaan Havenga (1882–1957) die Afrikanerparty gründete. Die AP war die moderatere der beiden von Buren geführten Parteien. So wurden in der AP, anders als in der HNP, Juden als Mitglieder aufgenommen. Bei der Parlamentswahl 1943 schnitt die AP mit 1,8 % der Stimmen und null Mandaten so schlecht ab, dass sie auf eine Teilnahme an den folgenden Wahlen der Provincial councils verzichtete. Erst 1946 wurde wieder ein Parteitag abgehalten. Sowohl die UP als auch die HNP versuchten, mit der AP ein Wahlbündnis zu schließen. Havenga verlangte jedoch von Smuts, dass er das Amt des Premierministers nach Smuts’ absehbarem Rücktritt erhalten sollte, was dieser ablehnte.

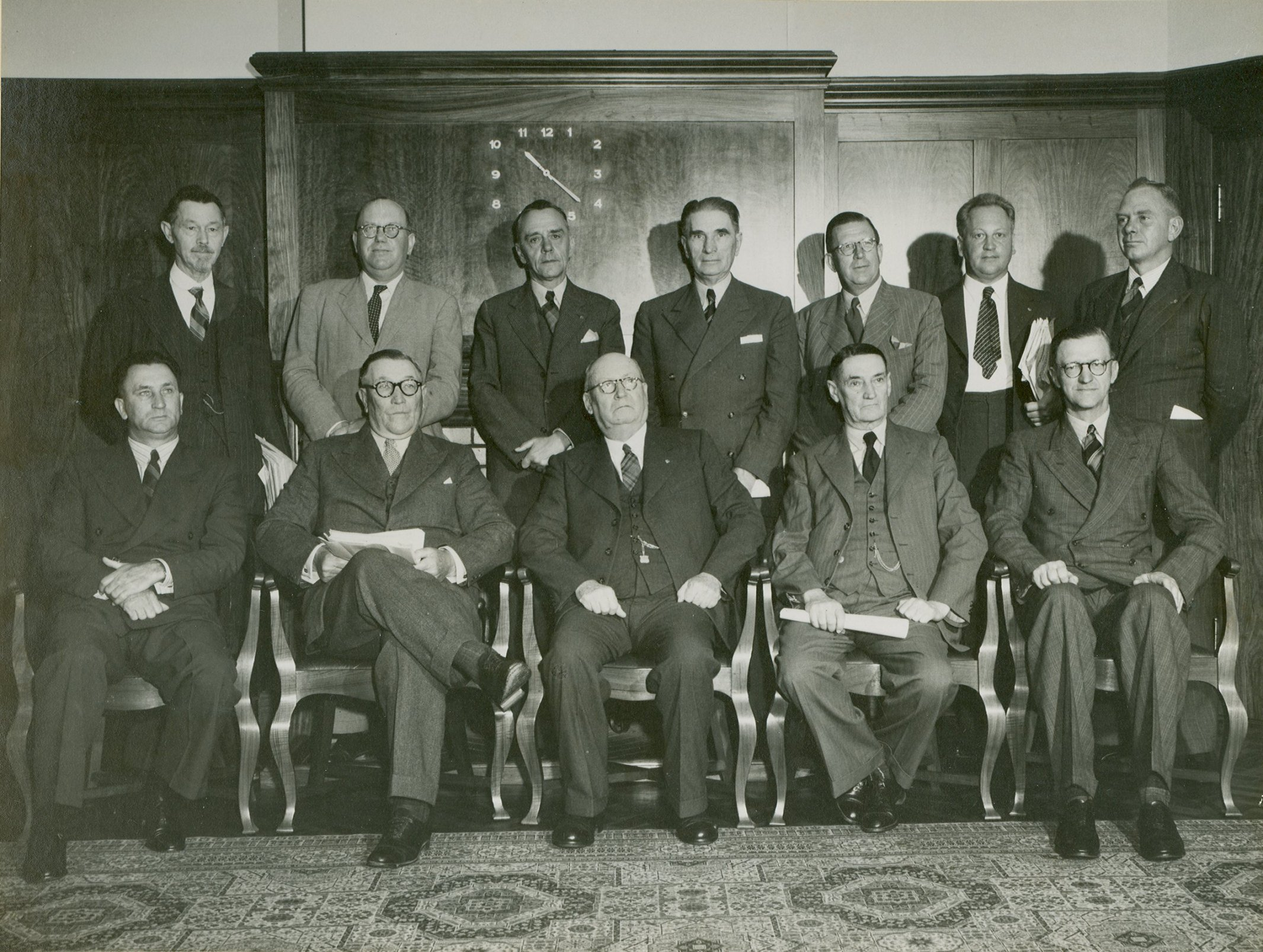
Das Kabinett nach den Wahlen 1948 mit N. C. Havenga (vorn, 2. von links)

Vor der Wahl 1948 bildete die HNP mit der Afrikanerparty ein Bündnis, um die regierende UP zu stürzen. Die HNP stellte in zwölf Wahlkreisen keine Kandidaten auf und empfahl stattdessen die Wahl des AP-Kandidaten. Die AP erhielt 3,9 % der Stimmen; neun AP-Mitglieder wurden in den Volksraad gewählt, was knapp zum Erreichen der absoluten Mehrheit der Mandate und zur Bildung einer Koalitionsregierung der beiden Parteien reichte. Havenga wurde stellvertretender Premierminister. In der Folge wurden zahlreiche Apartheid-Gesetze eingeführt oder verschärft.
1951 vereinigte sich die HNP mit der AP. Die neue Partei nahm den früheren Namen Nasionale Party an und behielt bis 1994 die absolute Mehrheit im Parlament. Havenga blieb bis 1954 stellvertretender Premierminister und Finanzminister.

### Parteiführer
- 1941–1951: Nicolaas Christiaan Havenga